# Giuseppe Beghetto

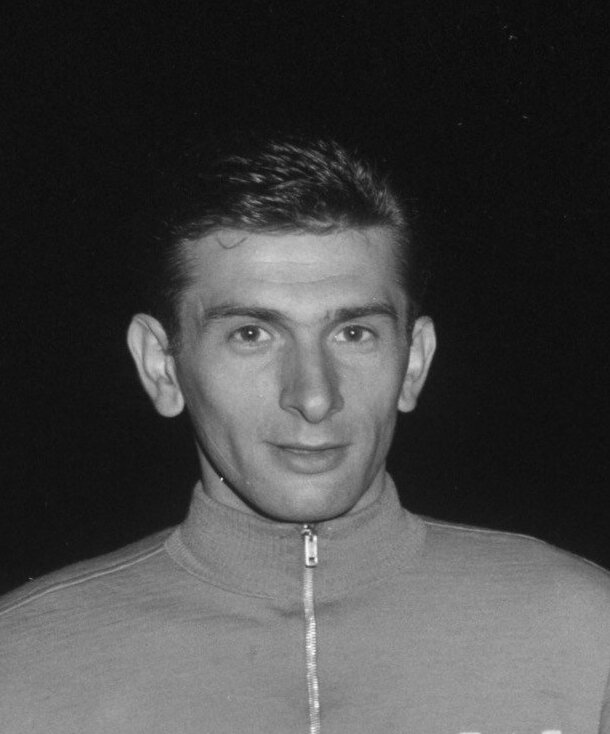
Giuseppe Beghetto (1965)

Giuseppe Beghetto (* 8. Oktober 1939 in Tombolo) ist ein ehemaliger italienischer Radrennfahrer, Olympiasieger und dreifacher Weltmeister im Radsport.
1958 wurde Giuseppe Beghetto, der auf die Kurzzeitdisziplinen im Bahnradsport spezialisiert war, erstmals Italienischer Meister, er gewann das 1000-Meter-Zeitfahren.  Im Jahr darauf wurde er Dritter beim Bahnsprint-Klassiker Grand Prix de Paris. 1960, bei den Olympischen Spielen in Rom wurde er gemeinsam mit Sergio Bianchetto, der auf nationaler Ebene sein größter Konkurrent war, Olympiasieger im Tandemrennen. 1961 gewann Beghetto den Grand Prix de Paris, wurde Vize-Weltmeister im Sprint und zweifacher Italienischer Meister im Sprint und im Tandemrennen, wiederum mit Bianchetto. Ebenfalls 1961 gewann er die traditionsreiche Champion of Champions Trophy.
1962 wechselte Beghetto zu den Profis und blieb als solcher aktiv bis 1973. Dreimal gewann er den Titel des Weltmeisters im Sprint der Profis (1965, 1966 und 1968), 1967 den des Vize-Weltmeisters (hinter Patrick Sercu), wurde noch mehrfach Italienischer Meister und siegte 1968 ein weiteres Mal beim Grand Prix des Paris.
Beghetto startete auch bei Sechstagerennen und wurde zweimal Zweiter, 1965 in Montreal sowie 1966 in Madrid. 1969 wurde er letztmals Italienischer Meister im Sprint, dann verlegte er seinen Schwerpunkt auf die Straße und konnte dort mehrere Etappensiege bei Rundfahrten gewinnen. 1970 nahm er erfolglos an der Tour de France teil. Er wurde auf der 11. Etappe ausgeschlossen, weil er sich an einem Begleitwagen festgehalten hatte. Nach seiner Karriere zog er sich ganz vom Radsport zurück und arbeitete als Rinderzüchter und Landwirt.
Giuseppe Beghettos Sohn Massimo Beghetto ist ein ehemaliger italienischer Fußballprofi, der mit Vicenza Calcio 1997 den italienischen Pokal gewann und heute als Trainer arbeitet.